# Дезоксирибонуклеаза
Дезоксирибонуклеаза. (скорочено ДНКаза) відноситься до групи глікопротеїнових ендонуклеаз, які є ферментами, що каталізують гідролітичне розщеплення фосфодіефірних зв'язків у ланцюгу ДНК, таким чином руйнуючи ДНК. Роль ферменту ДНКази в клітинах включає руйнування позаклітинної ДНК (екДНК), що виділяється шляхом апоптозу, некрозу та позаклітинних пасток нейтрофілів (NET) клітин, щоб допомогти зменшити запальні реакції, які в іншому випадку викликаються.
Відомий широкий спектр дезоксирибонуклеаз, які належать до одного з двох сімейств (DNASE1 або DNase IІ), які відрізняються своєю субстратною специфічністю, хімічними механізмами та біологічними функціями. Лабораторне застосування ДНКази включає очищення білків, вилучених із прокаріотичних організмів. Крім того, ДНКаза застосовувалася для лікування захворювань, спричинених екДНК у плазмі крові. У дослідницькій галузі також з'являються аналізи ДНКази.